# 120
120 (CXX) var ett skottår som började en söndag i den julianska kalendern.

## Händelser

### Okänt datum
- Kejsar Hadrianus besöker Britannien.
- Foss dike byggs i Britannien.
- En indisk ambassadörskontingent besöker kejsar Hadrianus.
- Suetonius blir Hadrianus sekreterare ab epistolis.
- Den östkinesiska Handynastins Yuanchu-era ersätts av Yongning-eran.
- Skyterna dominerar västra Indien då Punjab, Sindh, norra Gujarat och en del av centrala Indien nu ligger under deras styre.

## Födda
- Irenaeus, kristen biskop och apologet
- Lukianos, syrisk retoriker och satiriker, som skrev på grekiska

## Avlidna
- Plutarkos, grekisk historiker och författare
- Dio Chrysostomos, grekisk historiker